# محمد شراق
محمد شراق (بالإنجليزية: Mohamed Cherak)‏ (ولد في مدينة حمادي (بومرداس) في 14 أغسطس 1977 وتوفي في جسر قسنطينة في 17 نوفمبر 2018) كان صحفيًا ورئيس تحرير جزائريًا.

## النشأة
وُلد شراق عام 1977 في مدينة حمادي (بومرداس)، في منطقة القبائل بالجزائر، غرب جبال الخشنة وجنوب غرب مدينة بومرداس.
بعد دراسته الابتدائية والمتوسطة في الحمادي وخميس الخشنة، واصل شراق دراسته في الصحافة وعلوم المعلومات ودراسات الاتصال في جامعة الجزائر 3 حيث حصل على درجة البكالوريوس في عام 1998.
بدأ شراق حياته المهنية في الصحافة مع صحيفة الفجر اليومية في عام 2000 عندما كان طالبًا في المدرسة الوطنية العليا للصحافة وعلوم المعلومات (ITFC) في الجزائر العاصمة.
أثبت نفسه باحتراف في صحيفة الأحداث في عام 2002، وترقى إلى منصب رئيس تحريرها. كتب هناك مقالات تحت اسم مستعار محمد عبد القدوس 

## الخبر
انضم شراق إلى فريق تحرير صحيفة الخبر اليومية الصادرة باللغة العربية في عام 2004. ثم انضم إلى فريق التغطية السياسية للصحيفة لمدة سبع سنوات قبل أن يتم تعيينه رئيسًا للقسم في عام 2015.
في عام 2016، وجد الشراك نفسه في مواجهة حميد جرين، وزير الاتصالات آنذاك، الذي أعلن حربًا قذرة ضد جماعة الخبر، التي كانت تنتقد سلطة الرئيس الجزائري عبد العزيز بوتفليقة وشقيقه الأصغر سعيد.
من أجل وضع مشروع بوتفليقة لولاية خامسة على كرسي متحرك، شنت العشيرة الرئاسية انتقاما ضد الخبر وعناوين الصحافة المستقلة الجزائرية في معركة سياسية وهمية تحت غطاء قانوني، بسبب الخط التحريري للخبر الذي نسقه الشراك مع خصوم بوتفليقة على الرغم من الصعوبة. الظروف ومحاولات الابتزاز.

## المرض
مرض شراق في يونيو 2018 بعد مشاكل في القلب، تم نقله إلى المستشفى لعدة أشهر في الجزائر العاصمة. أدت أمراض القلب والأوعية الدموية إلى نقله إلى مستشفى فرنسي في سبتمبر 2018 لتلقي العلاج. ثم نُقل شراق لقضاء شهرين في الرعاية في خدمة صحية فرنسية متخصصة قبل أن يعود إلى الجزائر في نوفمبر 2018، حيث تلقى الرعاية في المستشفى العسكري في عين النعجة.
كانت الأمينة العامة لحزب العمال الجزائري، لويزة حنون، من بين الشخصيات السياسية البارزة التي قدمت الدعم شراق، وزيارته بشكل متكرر أثناء تواجده في المستشفى الجزائري، وأشرف بنفسه على نقله إلى المستشفى الأوروبي جورج بومبيدو في باريس. لمتابعة العلاج.

## الوفاة
توفي شراق صباح يوم السبت 17 نوفمبر 2018 عن عمر 41 عامًا بعد عدة أيام في غيبوبة في العناية المركزة بمستشفى قصر كاسنتينا في الجزائر العاصمة. ترك شراق أرملة وثلاثة أطفال.
ودُفن شراق في مقبرة سيدي خالد في مدينة الحمادي، مسقط رأسه، بعد صلاة العصر أمام حشد كبير من الأصدقاء ومديري الصحف والوزراء وكبار المسؤولين الجزائريين.

## التعزية
قدم وزير الاتصال آنذاك جمال كوان تعازيه لأسرة شراق في اليوم التالي ونشرت الصحيفتان اليوميتان المجاهد وآفاق في صفحاتهما رسالة تعزية كوان. كما قدم وزير الداخلية والمجتمعات المحلية آنذاك، نور الدين بدوي، تعازيه إلى الأسرة والمجتمع الصحفي، داعيًا الله تعالى أن يرحم الشراك
نظمت صحيفة الخبر جنازة شراق في 18 نوفمبر في مقرها الرئيسي في حيدرة، حيث قدم أصدقاء وزملاء شراق، بمن فيهم إعلاميون ومسؤولون حكوميون وسياسيون ونقابيون، تعازيهم لأسرة الصحيفة.
كتب الصحفي عثمان لحياني قصيدة رثاء أهدى لصديقه شراق في 20 نوفمبر.
بعد وفاة شراق، قامت جمعية المشع (بالفرنسية: La Radieuse)‏ في 23 نوفمبر 2018 بتكريمه في منزل عائلته في الحمادي. قام رئيس الاتحاد، قادا شافي، برفقة نجوم كرة القدم الجزائريين الأخضر بلومي، ومحمد حنصال، ومحمد شعيب، ومحمد قاسي سعيد، وفضل مغارية، ومصطفى كويشي، بإعطاء تذكرتي طائرة لوالدي شراق حتى يتمكنوا من أداء عمرة، رغبة ابنهم. تم التكريم بحضور جميع أفراد عائلة الشراك وأصدقاء الصحفي الراحل والجيران وسكان بلدية الحمادي. نظم زملاؤه وأصدقاؤه تجمعًا تذكاريًا في 24 نوفمبر في دار الصحافة الطاهر جعوط في الجزائر العاصمة، حيث التقى صحفيون من عدة عناوين صحفية ونشطاء نقابيين وبعض القراء المخلصين لمقالات المتوفى.